# علفزار (فیلم ۱۹۷۹)
علفزار (انگلیسی: The Meadow) فیلمی به کارگردانی برادران تاویانی است که در سال ۱۹۷۹ منتشر شد. از بازیگران آن می‌توان به میکله پلاچیدو، ایزابلا روسلینی و جولیو بروگی اشاره کرد.